# サミュエル・デュムラン
サミュエル・デュムラン（Samuel Dumoulin、1980年8月20日 - ）は、フランス、ヴェニシュー出身の自転車競技（ロードレース）選手。2002年プロデビューし、現在はAG2R・ラ・モンディアル所属。

## 経歴
1996年、ノービス部門のフランス選手権ロードレースで優勝。
その後、VC・リオン・ヴォー＝アン＝ヴランに加入し数々の勝利を収めた。2001年、パリ〜ツール・エスポワールとパリ〜オセールで優勝。ツール・ド・サヴォワ第2ステージ、ツール・ド・レン第1ステージでも優勝した。この活躍がマルク・マディオの目に留まり、ラ・フランセーズ・デ・ジューのトレーニーになる。

### 2002-2003年：ジャン・ドラトゥール
2002年、ジャン・ドラトゥールに加入し、プロデビュー。プリ・ダルモリカで優勝し、ツール・ド・ラブニール第4ステージでも優勝。またトラック競技にも取り組み、フランス選手権トラックレースのドミフォンで2位になった。
2003年、シーズン序盤にツール・ド・ノルマンディで総合優勝し、トロ・ブロ・レオンでも優勝。ツール・ド・フランスに初出場し総合141位で完走。ツール・ド・ラブニールでは区間2勝。フランス選手権トラックレースのドミフォンでは、優勝してドミフォンのフランスチャンピオンになった。

### 2004-2007年：AG2R・プレヴォワイアンス
2004年、AG2R・プレヴォワイアンスに移籍。トロ・ブロ・レオンで2連覇を達成。ツール・ド・フランスでは第8ステージで、犬と接触し落車。なんとかゴールしたものの骨折しており、第9ステージはDNS、そのままシーズン終了となった。
2005年、クリテリウム・デュ・ドフィネ・リベレとツール・デュ・リムザンで区間優勝。フランス選手権トラックレースのドミフォンで優勝して、2度目のフランスドミフォンチャンピオンになる。
2006年、春にルート・アデリ・ド・ヴィトレで優勝し、グランプリ・ド・プリュムレック＝モルビアンで3位、ヴァッテンフォール・サイクラシックスでは7位に入った。ツール・ド・フランスにも出場し、総合119位で完走。

### 2008-2012年：コフィディス
2008年、コフィディスに移籍。ツール・ド・フランス第3ステージでは200km以上逃げた後、ウィル・フリッシュコーンとロマン・フェイユとのスプリント勝負になりスプリントを制し区間優勝。
2010年、シーズン初レースのラ・トロピカル・アミサ・ボンゴ第1ステージで優勝。ク―プ・ド・フランス初戦のグランプリ・ドゥヴェルテュール・ラ・マルセイエーズで3位に入る。翌週、エトワール・ド・ベセージュ第3ステージで優勝し総合優勝。グラン・プレミオ・レッジョ・インスブリカではホセ・ホアキン・ロハスやニコラス・ロッシュらにスプリントで勝ち優勝。カタルーニャ一周第6ステージにて優勝。
2011年、カタルーニャ一周では第5,7ステージにて優勝を果たした。他にも、エトワール・ド・ベセージュ第3ステージやツール・デュ・オー・ヴァル第1ステージでも優勝。パリ〜コレーズでは第1ステージで優勝し、総合優勝した。
2012年、グランプリ・ドゥヴェルテュール・ラ・マルセイエーズで優勝。ク―プ・ド・フランスでは総合優勝した。

### 2013年-：AG2R・ラ・モンディアル
2013年、父のように慕うヴァンサン・ラヴニュ率いるAG2R・ラ・モンディアルに移籍。エトワール・ド・ベセージュ第5ステージとグランプリ・ド・プリュムレック＝モルビアンで優勝。10月には、ツール・ド・ヴァンデで2位に入り2年連続でク―プ・ド・フランス総合優勝した。
2014年、勝利こそなかったもののグランプリ・ドゥヴェルテュール・ラ・マルセイエーズで3位、ツール・デュ・オー・ヴァルとパリ〜コレーズでは総合2位に入った。
2015年、ドローム・クラシックで1年半ぶりに優勝。しかし、調整がうまくいかず2007年から8年間連続で出ていたツール・ド・フランスには出場しなかった。
2016年、ラ・ルー・トゥランジェル、グランプリ・ド・プリュムレック＝モルビアン、ブークル・ド・ロルヌというクープ・ド・フランスのレースで3連勝。8月、チームと契約を2年間延長。それから数週間後には、ツール・デュ・ドゥーでは集団スプリントでバプティスト・プランカールトやティボー・フェラスに先着し優勝。プリュムレックで行われたヨーロッパ選手権ロードレースにはフランス代表として出場し4位。10月、ツール・ド・ヴァンデで2位に入り3度目のク―プ・ド・フランス総合優勝を達成した。
2017年、シーズン序盤はツール・デュ・オー・ヴァル第1ステージで優勝、パリ〜カマンベールで2位、グランプリ・ド・プリュムレック＝モルビアンで3位。夏には、ツール・ド・レン第2ステージのスプリントでナセル・ブアニに続き2位。しかし、第3ステージで落車し、意識を失い外傷性脳損傷に苦しんだ。
2019年のフランス国内選手権・ロードレース（DNF）を最後に現役を引退。

## 主な戦績
- 1996年
  -  フランス選手権　ノービス　ロードレース　優勝

- 2001年
  - ツール・ド・サヴォワ　区間優勝（第2ステージ）
  - ツール・ド・レン　区間優勝（第1ステージ）
  - パリ〜オセール　優勝
  - パリ〜ツール・エスポワール　優勝
  - ロンド・マイエンネーズ　2位
  - ヨーロッパ選手権　U23　ロードレース　8位

- 2002年
  - ツール・ド・ラブニール　区間優勝（第4ステージ）
  - プリ・ダルモリカ　優勝
  - フランス選手権　ドミフォン　2位

- 2003年
  -  フランス選手権　ドミフォン　優勝
  - トロ・ブロ・レオン　優勝
  - ツール・ド・ラブニール　総合3位
    - 区間優勝（第4、10ステージ）

  - ツール・ド・ノルマンディ　総合優勝
  - ツール・ド・レン　総合2位

- 2004年
  - トロ・ブロ・レオン　優勝

- 2005年
  -  フランス選手権　ドミフォン　優勝
  - クリテリウム・デュ・ドーフィネ・リベレ　区間優勝（第2ステージ）
  - ツール・デュ・リムザン　総合2位
    - 区間優勝（第2ステージ）

- 2006年
  - ルート・アデリ・ド・ヴィトレ　優勝
  - グランプリ・ド・プリュムレック＝モルビアン　3位
  - ヴァッテンフォール・サイクラシックス　7位

- 2008年
  - ツール・ド・フランス　区間優勝（第3ステージ）
  - シルキュイ・ド・ラ・サルト　区間優勝（第2ステージ）
  - ヴァッテンフォール・サイクラシックス　9位
  - ツール・デュ・ポワトゥー＝シャラント　区間優勝（第2、5ステージ）

- 2009年
  - ツール・デュ・リムザン　区間優勝（第2ステージ）
  - グラン・プレミオ・レッジョ・インスブリカ　3位
  - GP西フランス・プルエー　7位
  -  カタルーニャ一周　スプリント賞
  - ツール・ド・フランス　敢闘賞（第3ステージ）

- 2010年
  - ラ・トロピカル・アミサ・ボンゴ　区間優勝（第1ステージ）
  - エトワール・ド・ベセージュ　総合優勝
    - 区間優勝（第3ステージ）

  - グラン・プレミオ・レッジョ・インスブリカ　優勝
  - カタルーニャ一周　区間優勝（第6ステージ）
  - シルキュイ・ド・ラ・サルト　区間優勝（第4ステージ）
  - グランプリ・ドゥヴェルテュール・ラ・マルセイエーズ　3位

- 2011年
  - エトワール・ド・ベセージュ　区間優勝（第3ステージ）
  - カタルーニャ一周　区間優勝(第5、7ステージ)
  - ツール・デュ・オー・ヴァル　区間優勝（第1ステージ）
  - パリ〜コレーズ　総合優勝
    - 区間優勝（第1ステージ）

  - ヘル・ファン・ヘット・メルヘラント　3位
  - ロンドン・サーリークラシック　3位
  - グラン・プレミオ・レッジョ・インスブリカ　7位

- 2012年
  - クープ・ド・フランス　総合優勝
  - グランプリ・ドゥヴェルテュール・ラ・マルセイエーズ　優勝
  - ツール・デュ・フィニステール　2位
  - グランプリ・ド・プリュムレック＝モルビアン　2位
  - ポリノルマンド　2位
  - GP西フランス・プルエー　9位

- 2013年
  - クープ・ド・フランス　総合優勝
  - グランプリ・ド・プリュムレック＝モルビアン　優勝
  - エトワール・ド・ベセージュ　区間優勝（第5ステージ）
  - グランプリ・ドゥヴェルテュール・ラ・マルセイエーズ　2位
  - ツール・ド・ヴァンデ　2位
  - GP西フランス・プルエー　3位
  - パリ〜ブールジュ　3位
  - ツール・デュ・オー・ヴァル　総合6位
  - ダンケルク4日間レース　総合6位
  - レ・ブークル・デュ・スュド・アルデシュ　7位
  - パリ〜カマンベール　7位
  - グランプリ・ディスベルグ　7位
  - パリ〜ツール　7位
  - パリ〜ブリュッセル　10位

- 2014年
  - ツール・デュ・オー・ヴァル　総合2位
  - パリ〜カマンベール　2位
  - グランプリ・ドゥヴェルテュール・ラ・マルセイエーズ　3位
  - ダンケルク4日間レース　総合4位
  - グランプリ・ド・ラ・ソム　7位
  - グランプリ・ド・プリュムレック＝モルビアン　7位
  - グランプリ・ディスベルグ　7位
  - ツール・デュ・ドゥー　9位

- 2015年
  - ラ・ドローム・クラシック　優勝
  - パリ〜カマンベール　3位
  - ピープルズ・チョイス・クラシック　8位
  - ルート・アデリ・ド・ヴィトレ　8位
  - パリ〜ブールジュ　9位
  - グランプリ・ディスベルグ　10位

- 2016年
  - クープ・ド・フランス　総合優勝
  - ラ・ルー・トゥランジェル　優勝
  - グランプリ・ド・プリュムレック＝モルビアン　優勝
  - ブークル・ド・ロルヌ　優勝
  - ツール・デュ・ドゥー　優勝
  - ツール・デュ・フィニステール　2位
  - ツール・ド・ヴァンデ　2位
  - ルート・アデリ・ド・ヴィトレ　3位
  - ヨーロッパ選手権　ロードレース　4位
  - パリ〜ブールジュ　8位
  - グランプリ・ド・フルミー　9位

- 2017年
  - ツール・デュ・オー・ヴァル　区間優勝（第1ステージ）
  - パリ〜カマンベール　2位
  - グランプリ・ド・プリュムレック＝モルビアン　3位
  - クラシック・ロワール＝アトランティック　5位
  - グランプリ・ドゥヴェルテュール・ラ・マルセイエーズ　10位

- 2018年
  - ラ・ルー・トゥランジェル　2位
  - グランプリ・ド・プリュムレック＝モルビアン　3位
  - ドローム・クラシック　4位
  - ルート・アデリ・ド・ヴィトレ　4位
  - クラシック・ロワール＝アトランティック　9位

### グランツール

#### ツール・ド・フランス
- 2003年：総合141位
- 2004年：リタイア（第9ステージDNF）
- 2005年：総合114位
- 2006年：総合119位
- 2008年：総合114位、第3ステージ優勝
- 2009年：総合139位
- 2010年：リタイア（第12ステージDNS）
- 2011年：総合162位
- 2012年：総合107位
- 2013年：総合143位
- 2014年：総合90位
- 2016年：総合130位

#### ブエルタ・ア・エスパーニャ
- 2010年：総合124位